# Внутрішній косий м'яз живота
Внутрішній косий м'яз живота (лат. musculus obliquus internus abdominis) — проміжний м'яз передньо-бокової стінки живота, що лежить безпосередньо під зовнішнім косим м'язом живота і трохи вище (поверхневіше) поперечного м'язу живота.

## Структура
Внутрішній косий м'яз живота починається від грудо-поперекової фасції, клубового гребеня і зовнішніх двох третин пахвинної зв'язки. Піднімається віялоподібно присередньо, догори і вперед. Верхні пучки прикріплюються до нижніх країв XII, XI і X ребер, а передні переходять у широкий апоневроз, який досягає зовнішнього краю прямого м'яза живота. Тут у верхніх двох третинах апоневроз розпадається на дві пластинки, з яких одна іде на передню, а друга на задню поверхню прямого м'яза живота. У нижній третині живота апоневроз повністю переходить на передню поверхню прямого м'яза. Обидва листки біля присереднього краю прямого м'яза живота знову сходяться і беруть участь в утворенні білої лінії. Від'єднані нижні пучки, що йдуть разом з яєчком, яке опускається вниз, проходять через пахвинний канал у калитку й утворюють таким чином м'яз-підіймач яєчка (m. cremaster).

## Іннервація
Внутрішній косий м'яз живота іннервується вентральними гілками шести нижніх міжреберних (торакоабдомінальних) нервів, клубово-підчеревним і клубово-пахвинним нервами (TVIII-TXII, LI).

## Кровопостачання
Краніальна частина м'яза васкуляризується нижніми міжреберними артеріями, тоді як його каудальна частина — гілками або глибокої огинальної артерії клубової кістки (a. circumflexa ilium profunda) або клубово-поперекової артерії (a. iliolumbaris).

## Функція
Внутрішній косий м'яз живота виконує дві основні функції. По-перше, він діє як антагоніст (супротивник) діафрагми, який дозволяє зменшити об'єм грудної клітки під час видиху. Коли діафрагма скорочується, вона тягне нижню стінку грудної порожнини вниз, збільшуючи об'єм легенів, які таким чином наповнюються повітрям. І навпаки, коли внутрішні косі м'язи живота скорочуються, вони стискають органи черевної порожнини, штовхаючи їх на діафрагму, яка відтискується назад у грудну порожнину, зменшує обсяг повітря, що наповнює легені, і забезпечує видих.
По-друге, скорочення внутрішнього косого м'язу живота забезпечує ротацію і згинання тулуба в напрямку до стегна і попереку на стороні скорочення. Для досягнення ротаційних рухів тулуба він взаємодіє з зовнішнім косим м'язом живота протилежної сторони . Наприклад, при скороченні правого внутрішнього косого і лівого зовнішнього косого м'язів живота, тулуб згинається і повертається, як при спробі привести ліве плече до правого стегна. З цієї причини, внутрішній косий м'яз живота називають «ротатором на стороні скорочення».